# Армязьское (сельское поселение)
Армязьское — упразднённое муниципальное образование со статусом сельского поселения  в составе Камбарского района Удмуртии.
Административный центр — деревня Нижний Армязь.
Законом Удмуртской Республики от 30.04.2021 № 41-РЗ упразднено в связи с преобразованием муниципального района муниципальный округ.

## Состав
В состав сельского поселения входят 3 населённых пункта:
- деревня Нижний Армязь;
- деревня Зелени;
- деревня Шолья.

## Население
| 2010 | 2012 | 2013 | 2014 | 2015 | 2016 | 2017 |
| ---- | ---- | ---- | ---- | ---- | ---- | ---- |
| 639  | ↘633 | ↘619 | ↘592 | ↗599 | ↘569 | ↘562 |
| 2018 | 2019 | 2020 |      |      |      |      |
| ↘544 | ↘538 | ↘528 |      |      |      |      |